# Brendon Leonard
Pour les articles homonymes, voir Leonard.

a Compétitions nationales et continentales officielles uniquement.

b Matchs officiels uniquement.
Dernière mise à jour le 11 novembre 2021.
Brendon Leonard est né le 16 avril 1985 à Morrinsville (Nouvelle-Zélande). C’est un joueur de rugby à XV, qui joue au poste de demi de mêlée (1,82 m pour 91 kg).

## Carrière

### En club
- 2005-2013: Waikato (NPC)
- 2006-2013: Chiefs (Super 15)
- 2013-2015: Zebre (Pro12)
- 2015-2017: Ospreys (Pro12)
- 2018  : Taranaki (NPC)

### En équipe nationale
Il a disputé son premier test match avec les All-Blacks le 2 juin 2007 contre l'équipe de France.
Avec les Kiwis, il dispute une Coupe du monde en 2007. Il participe à deux éditions du Tri-nations en 2007 et 2009. 

## Palmarès

### En club
- Vainqueur du National Provincial Championship en 2006 avec Waikato.
- Finaliste du Super 14 en 2008 avec les Chiefs.
- Vainqueur du Super Rugby en 2012 et 2013 avec les Chiefs.

### En équipe nationale
- 13 sélections entre 2007 et 2013.
- 2 essais (10 points).
- Sélections par année : 9 en 2007, 1 en 2008, 3 en 2009.
- Vainqueur du Tri-nations 2007

## Statistiques

### En équipe nationale
De 2007 à 2009, Brendon Leonard compte 13 sélections avec les All-Blacks, inscrivant 10 points. Avec les Kiwis, il dispute une Coupe du monde en 2007. Il participe à deux éditions du Tri-nations en 2007 et 2009. 